# Stadio olimpico della Universidad Nacional Mayor de San Marcos
Lo stadio olimpico della Universidad Nacional Mayor de San Marcos (in spagnolo Estadio Olímpico de la Universidad Nacional Mayor de San Marcos) è uno stadio polivalente situato a Lima (Perù).
La struttura appartiene all'Università nazionale di San Marcos. Inaugurato il 13 maggio 1951, con una capienza di 70.000 posti a sedere e copre una superficie di 48.782 m². In seguito per questioni di sicurezza, il numero dei posti fu ridotto ad un massimo di 43.000. Lo stadio è utilizzato da diverse squadre peruviane. Ha una pista di atletica ed è posto vicino a un sito di scavo archeologico noto come Huaca San Marcos.
Lo stadio viene utilizzato dalla squadra di calcio Club Universitario de Deportes, che gioca nella prima divisione del Perù. In precedenza, era lo stadio ufficiale del Club Deportivo Universidad San Marcos. Inoltre lo stadio è utilizzato per attività sportive dagli studenti, insegnanti e staff dell'Università di San Marcos
Nel 2019 ha ospitato i Giochi Panamericani.